# Rhenus (Personifikation)

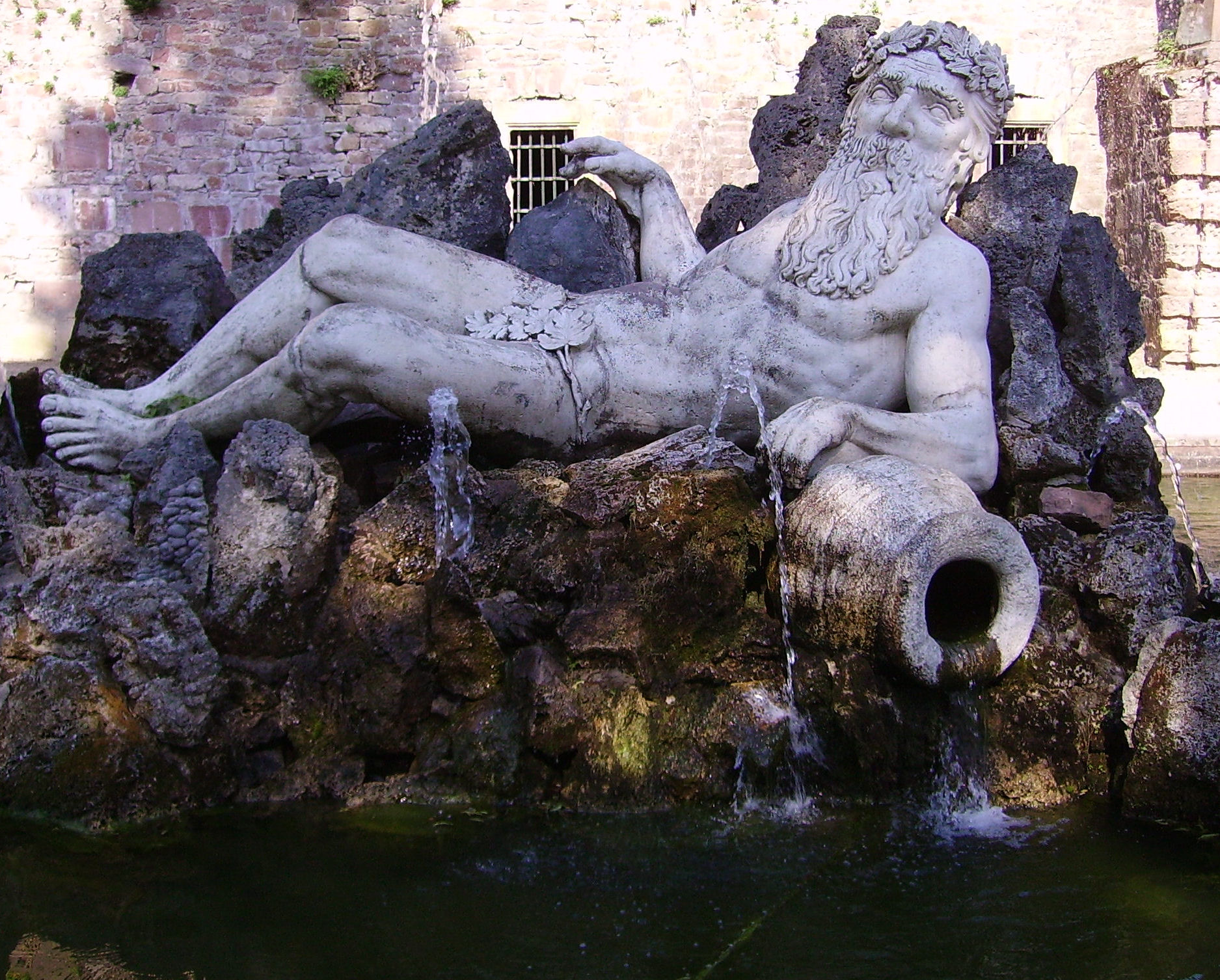
„Vater Rhein“ als Brunnenfigur im Hortus Palatinus, zwischen 1614 und 1620

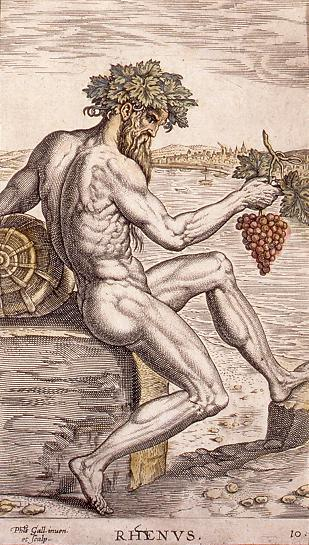
Neuzeitliche Darstellung des Rhenus aus dem Jahr 1750

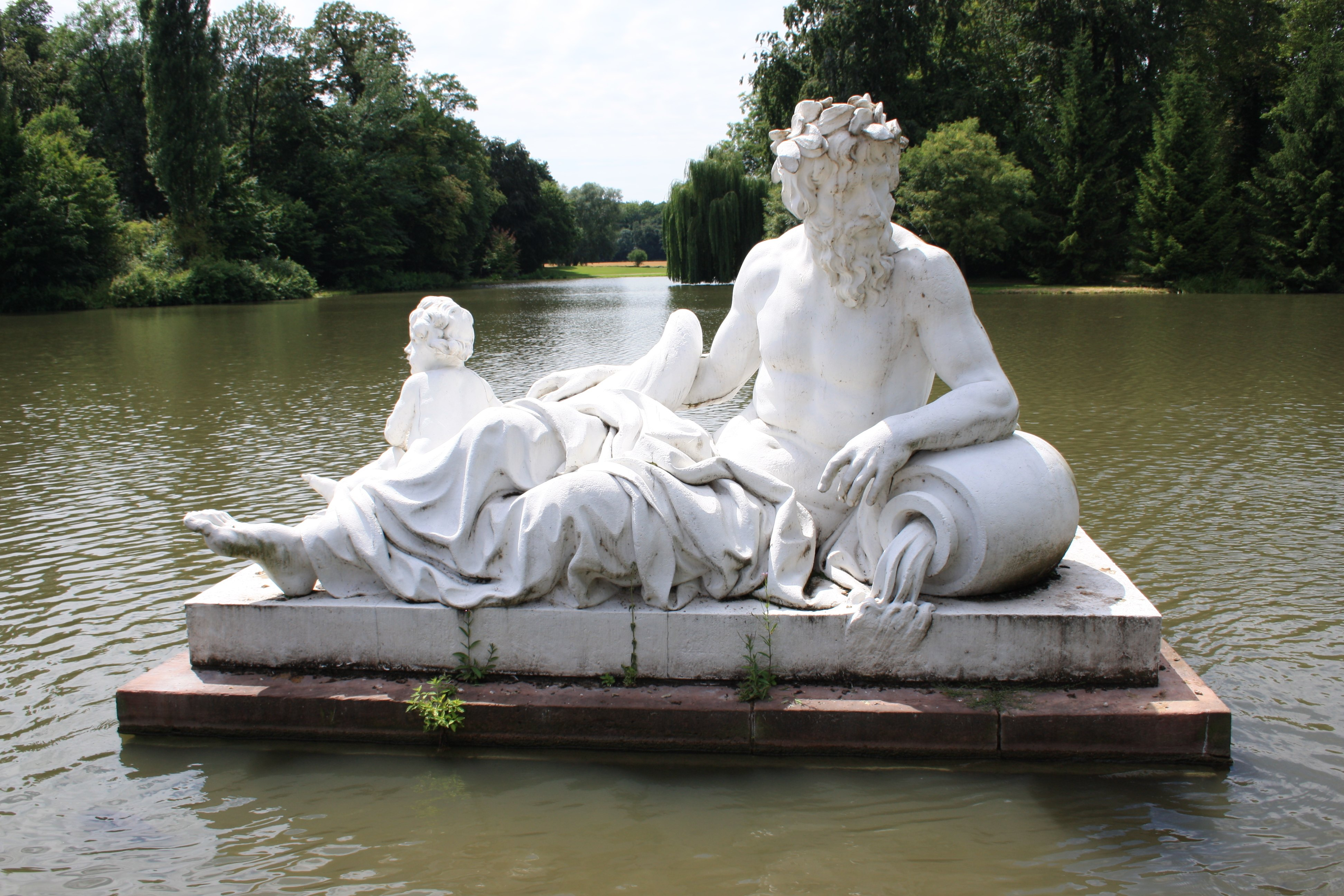
Barocke Skulptur des „Vaters Rhein“ im Park des Schlosses Schwetzingen, 18. Jahrhundert

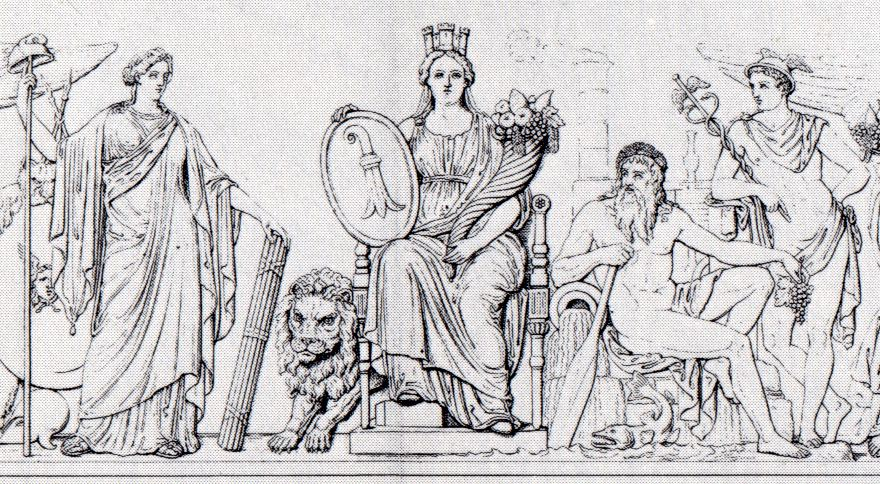
Fries des Museum an der Augustinergasse in Basel: Die Basler Stadtallegorie Basilea, rechts neben ihr der Gott Rhenus, um 1849

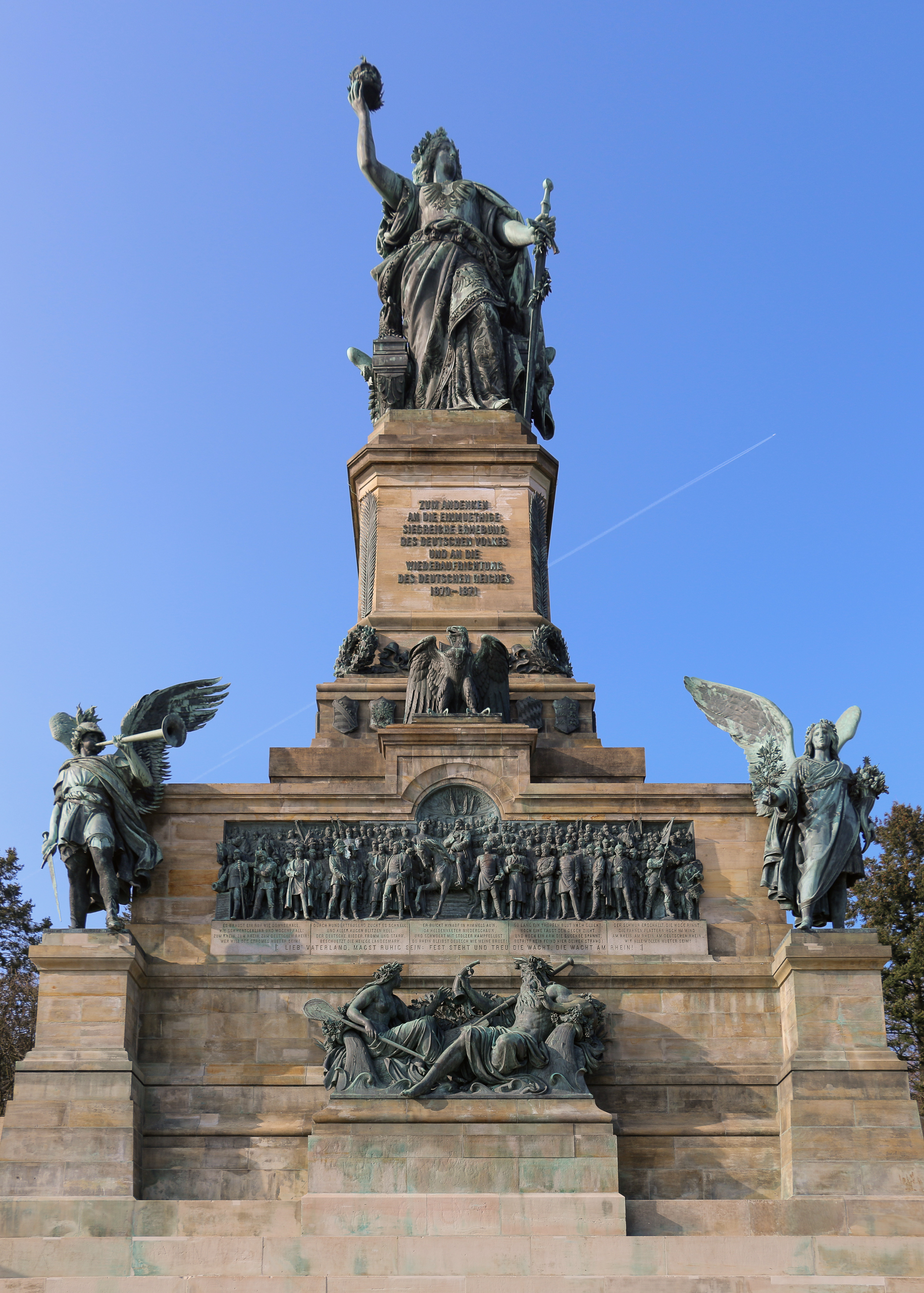
Nationalromantische Symbolik im Niederwalddenkmal: In der unten dargestellten Figurengruppe überreicht „Vater Rhein“ seiner Tochter, der Mosel, das Wächterhorn – ein allegorischer Verweis auf das Thema Die Wacht am Rhein und die mit ihm einhergehenden Bedeutungen.

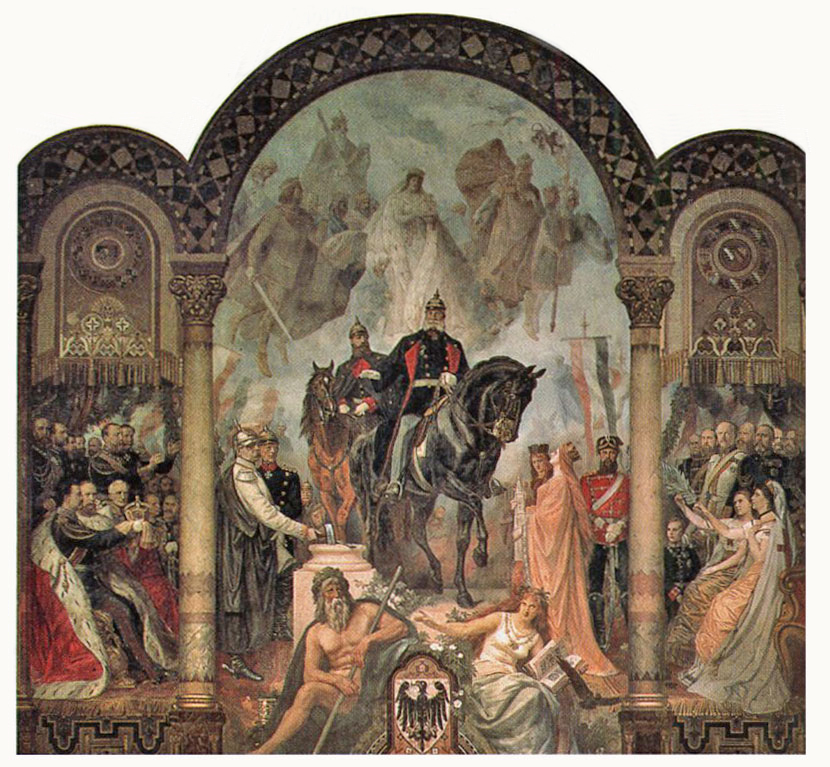
„Vater Rhein“ in der Apotheose des Kaisertums, Triptychon von Hermann Wislicenus in der Kaiserpfalz Goslar, um 1880

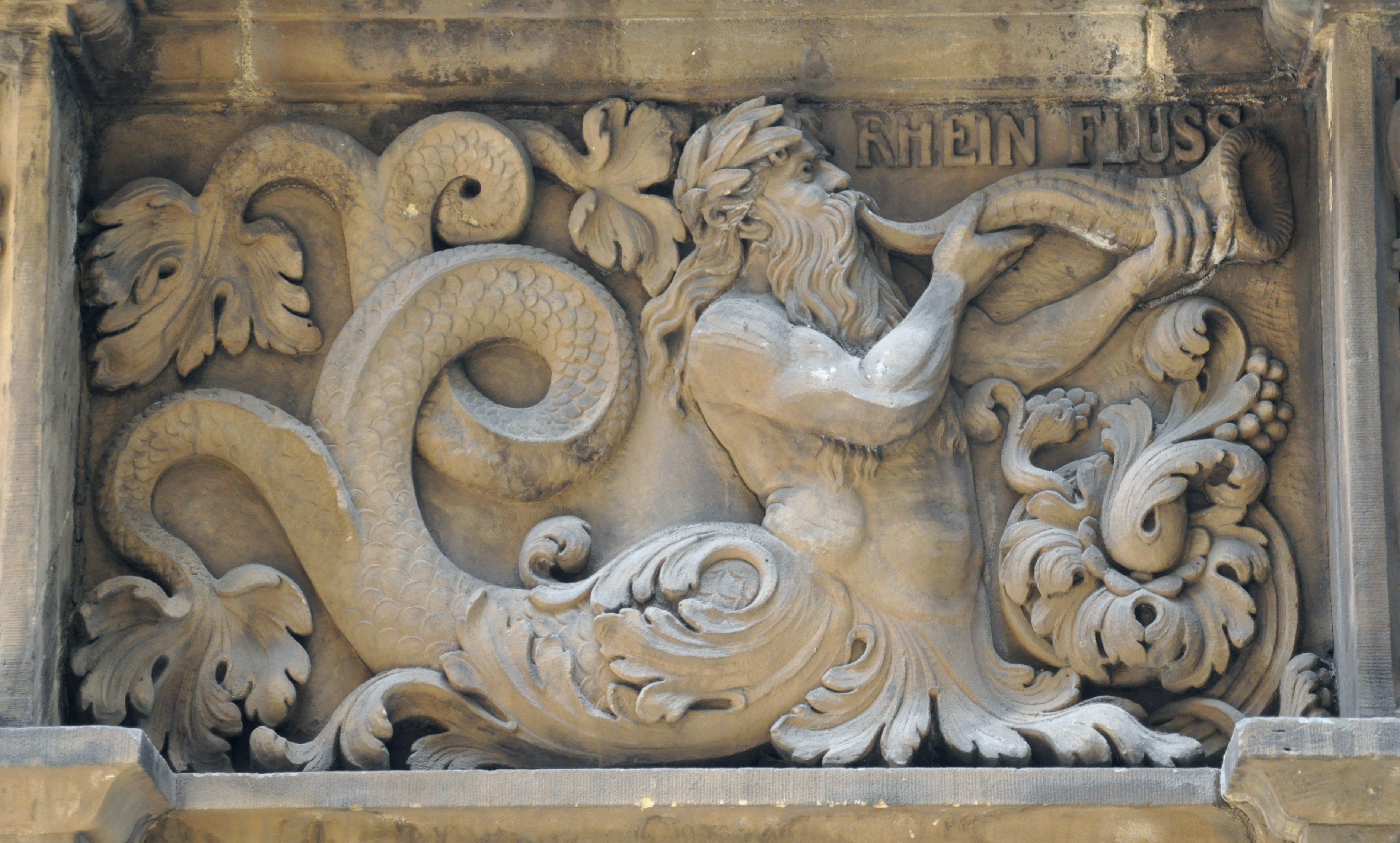
„Rhein Fluss“, Relief am Rathaus von Duisburg, Friedrich Ratzel, 1896–1902

Rhenus, in antiken Inschriften auch Rhenus Pater – Vater Rhein – genannt, ist der Name eines keltisch-römischen Flussgottes, der als Personifikation des Rheins galt und mit dem römischen Wassergott Neptun in Verbindung gebracht wurde. 

## Etymologie
Der lateinische Flussname Rhenus geht auf das keltische Rênos und dies wiederum auf das indoeuropäische H1reiH- für „rinnen“ oder „fließen“ zurück. 

## Darstellung
Wegen seiner beiden Mündungsarme Waal und Lek nannten die Römer den Fluss „zwiegehörnter Rhenus“ (Rhenus bicornis, Vergil) oder – als Allegorie auf die römische Unterwerfung der „Barbarenvölker“ am Rhein – „Rhenus mit den gebrochenen Hörnern“ (Rhenus cornibus fractis, Ovid). Rhenus wurde daher als gehörnter, Stier und „Vater aller Nymphen und Flüsse“ (Nympharum pater amniumque, Martial) beschrieben. Auch Danuvius, der Flussgott der Donau, wurde mit Hörnern dargestellt.
Frühe Darstellungen der griechischen Kunst zeigen Rhenus meist als Mischwesen, als Stier mit menschlichem Oberkörper, das Gesicht von wallendem Haupthaar und Bart gerahmt. Seit dem 5. Jahrhundert vor Christus verdrängte in den Darstellungen die Menschengestalt den Tierkörper, nur noch die Hörner an der Stirn erinnerten an die ursprüngliche Stiergestalt.  Die hellenistische Kunst zeigte den Flussgott in menschlicher Gestalt mit Stierprotomen, auf dem Grund des Flusses liegend, von Wellen umgeben. Oft lehnte er sich auf eine Urne, der Wasser entquillt. Andere Attribute waren Schilfrohr, Ähren oder Füllhorn, eine Anspielung auf seine Funktion als Fruchtbarkeitsgottheit.

## Antike Riten in Zusammenhang mit Rhenus
Spätantike und byzantinische Autoren berichten mehrmals, dass die Kelten und Germanen Neugeborene ins kalte Wasser des Rheins tauchten, um zu schauen, ob sie ehelich sind, oder auch nur, um sie abzuhärten. Berichtet wird ferner, dass Römer, Kelten und Germanen ihren Flussgöttern Opfer darbrachten.

## Römerzeitliche Weihesteine
Mehrere römerzeitliche Weihesteine sind bis heute gefunden worden, die den Rhenus nennen:
| Fundort                | Land        | Verzeichnis     | Inschrift |
| ---------------------- | ----------- | --------------- | --- |
| Eschenz, Tasgætium     | Schweiz     | CIL 13, 5255    | [F]LVM RHENO PRO SALVTE ...                                                                                  |
| Straßburg, Argentorate | Frankreich  | AE 1969/70, 434 | RHENO PATRI                                                                                                  |
| Remagen, Rigomagus     | Deutschland | CIL 13, 7790    | IOM ET GENIO LOCI ET RHENO ...                                                                               |
| Remagen, Rigomagus     | Deutschland | CIL 13, 7791    | IOM […] GENIO LOCI [FL]VMINI RHE[NO] ...                                                                     |
| Vechten, Fectio        | Niederlande | CIL 13, 8810    | IOM DIS PATRIIS ET PRAESIDIBVS HVIVS LOCI OCEANIQUE ET RENO                                                  |
| Vechten, Fectio        | Niederlande | CIL 13, 8811    | ... IVNONI REGINAE ET MINERVAE SANCTAE GENIO HVIVSQUE LOCI NEPTVNO OCEANO ET RHENO DIS OMNIBVS DEABVSQUE ... |

## „Vater Rhein“ als Motiv in Kunst, Volkskultur und Politik
Das Motiv des „Vaters Rhein“ wurde im Zuge der Rheinromantik vielfach aufgegriffen, so etwa bildhauerisch im 19. Jahrhundert von Karl Janssen und Josef Tüshaus im Denkmal Vater Rhein und seine Töchter, im Wrangelbrunnen von Hugo Hagen, im Niederwalddenkmal von Johannes Schilling, im Vater-Rhein-Brunnen von Adolf von Hildebrand, als Kleinplastik im Tafelaufsatz Vater Rhein von Ludwig Brunow zur Hochzeit des deutschen Kronprinzen Wilhelm oder in einem Fries der 1880 geschaffenen Nibelungengrotte im Park der Villa Hammerschmidt.
In seinem Gedicht Der Rhein zeichnete Dichter Friedrich Hölderlin den Strom um 1805 als Bild gelingenden Lebens:
Stillwandelnd sich im teutschen Lande

Begnüget, und das Sehnen stillt

Im guten Geschäffte, wenn er das Land baut –

Der Vater Rhein – und liebe Kinder nährt

In Städten, die er gründet.

1810 bis 1812 schrieb Clemens Brentano Die Mährchen vom Rhein, vier Erzählungen, in denen die fiktiven Erzähler den „Vater Rhein“ mit je einem Märchen unterhalten, um geliebte Menschen zurückzuerhalten, die im Rhein ertrunken und versunken sind. Die Rheinmärchen wurden erst 1846 veröffentlicht.
Im satirischen Versepos Deutschland. Ein Wintermärchen (1844) ließ Heinrich Heine in Anspielung auf das ihm chauvinistisch erscheinende Rheinlied von Nikolaus Becker, das die Rheinkrise zwischen Frankreich und den Deutschen Bund reflektierte, seinen „Vater Rhein“ folgende Worte sprechen:

Zu Biberich hab ich Steine verschluckt,

Wahrhaftig, sie schmecken nicht lecker!

doch schwerer liegen im Magen mir

die Verse von Niklas Becker.

In der Apotheose des Kaisertums, einem um 1880 geschaffenen Zentraltriptychon zur Verherrlichung der deutschen Reichsgründung 1871, nutzte der Maler Hermann Wislicenus die das Reichsadlerwappen flankierenden Personifikationen des Rheins und der Geschichte, um das Rheinland als historische Landschaft des deutschen Kaisertums symbolisch anzudeuten. 1911 schuf Emil Cauer der Jüngere die Figur des „Vaters Rhein“ für den Siegfriedbrunnen auf dem Rüdesheimer Platz in Berlin. 1912 verwendete die Rhenus Transport GmbH den Namen und das Motiv, um einen sinnbildlichen Bezug zu ihrem Gewerbe der Rheinschifffahrt zu verdeutlichen. Im Jahr 1900 komponierte Paul Lincke für seine Operette Fräulein Loreley den Festmarsch Vater Rhein.
1960 textete Heinz Korn unter humoristischer Verwendung des Vater-Rhein-Motivs den Karnevalsschlager Ich hab den Vater Rhein in seinem Bett gesehn. Mit der Zeile „Sag Good Bye dem Vater Rhein“ bemühte der DDR-Sänger Ernst Busch in seinem Lied Ami – go home! das Vater-Rhein-Motiv im Kalten Krieg, um die Vereinigten Staaten zum Abzug aus Deutschland aufzufordern.